# IFA P2M
IFA P2M – samochód terenowy produkowany przez wschodnioniemieckie przedsiębiorstwo VEB Barkas-Werke w latach 1953–1957.

## Historia i opis modelu

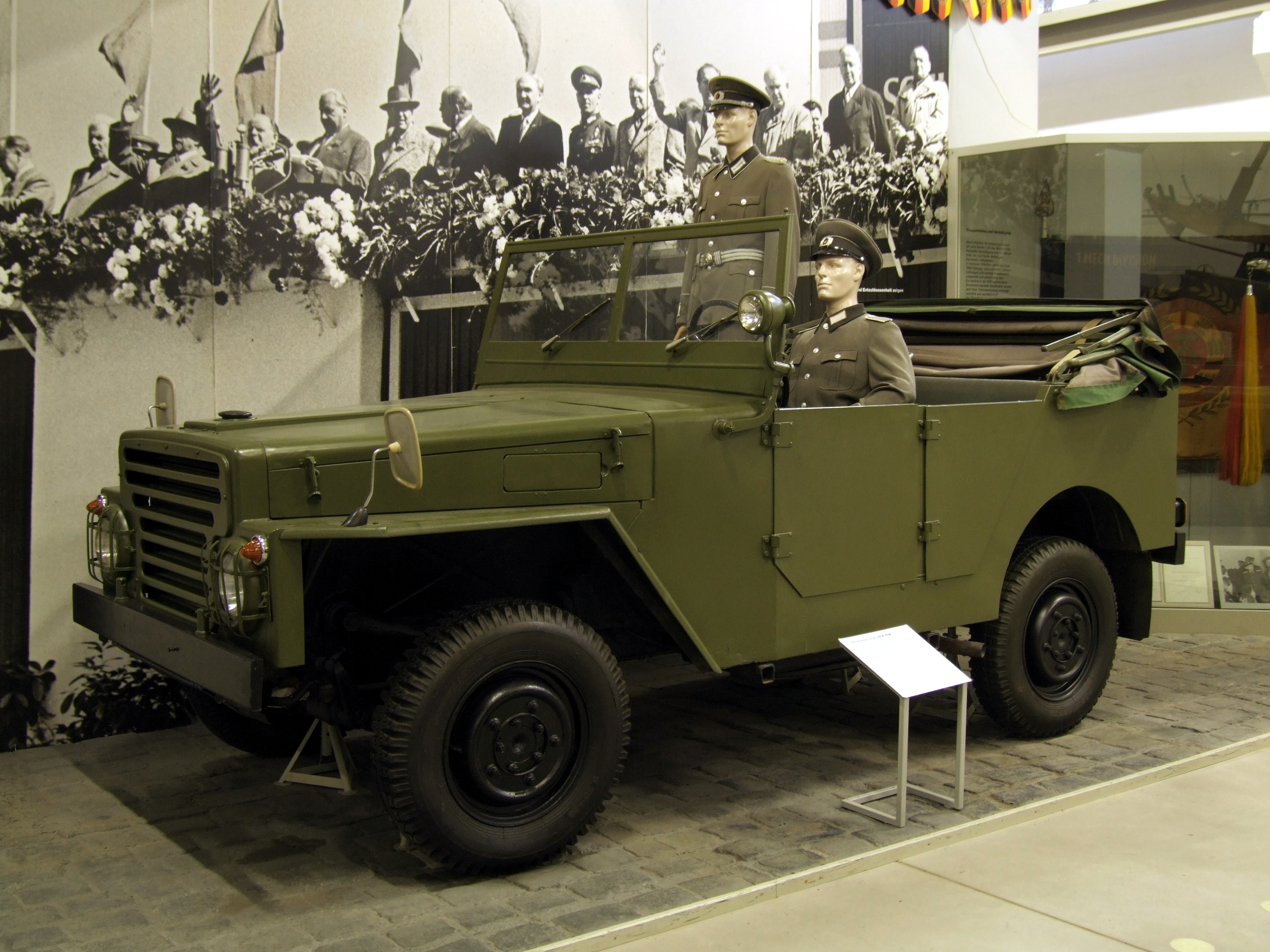
IFA P2M w muzeum w Dreźnie

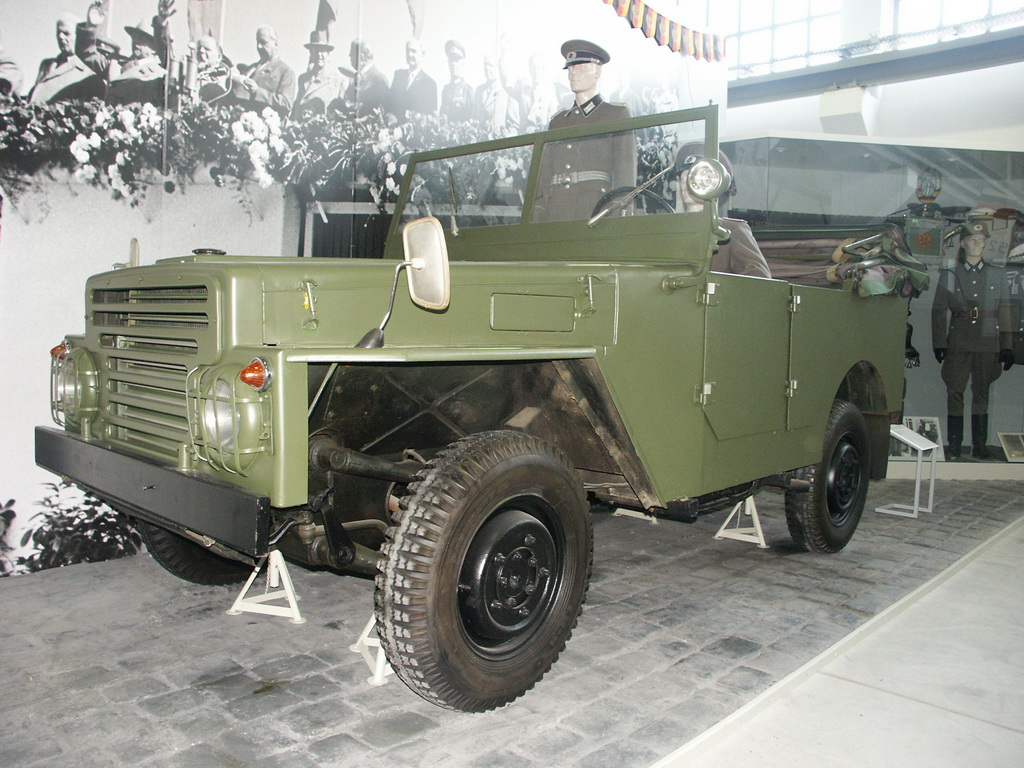
IFA P2M w muzeum w Dreźnie

Wraz z powstaniem Niemieckiej Republiki Demokratycznej nowy kraj posiadał zapotrzebowanie na wszelkiego rodzaju pojazdy dla służb państwowych, w tym m.in. dla armii. W 1951 roku Ministerstwo Rozwoju wydało rozkaz budowy auta terenowego, a projekt był oznaczony jako „auto dla poczty” i wszystko, co z nim związane, było ściśle tajne.
W połowie 1951 roku powstały pierwsze prototypy samochodu terenowego H1K stworzonego jeszcze na podstawie planów z czasów III Rzeszy. Pojazd pomimo wielu wad w konstrukcji został wyprodukowany w 31 egzemplarzach, lecz ostatecznie zaprzestano nad nim dalszych prac. Następnie rozpoczęto prace w zakładach FEW (późniejszy VEB Barkas-Werke) Chemnitz nad nowy projektem o nazwie P1. Jednak i ten model po stworzeniu 3 prototypów nie został zaakceptowany z racji testów, które przeszedł niepomyślnie. W tym samym czasie z racji niepowodzenia projektu P1 fabryka FEW Chemnitz przekazała dokumentację do zakładów EMW z Eisenach, które w latach 1950-1951 opracowały nowy typ P1 i wyprodukowały 161 sztuk tego pojazdu, jednak i ten samochód nie spełnił oczekiwań. W 1952 roku biuro rozwoju Rady Ministrów NRD podjęło decyzję o stworzeniu nowej rodziny pojazdów terenowych o nazwie P2. Założono stworzenie auta terenowego P2M, a na jego bazie amfibii P2S oraz limuzyny P2L. Pracami zajęły się zakłady z Chemnitz, a pierwsze prototypy P2/I i P2/II stworzono w maju 1953 roku. W wyniku powstania robotniczego w NRD przerwano prace nad pojazdami, a powrócono do nich rok później. P2M ostatecznie wszedł do produkcji seryjnej. W tym samym czasie trwały prace nad wersją amfibia, która powstała w liczbie 17 sztuk. Powstało też kilka prototypów limuzyny P2L z której wyewoluował Sachsenring P240. Ostatecznie na przełomie 1957 i 1958 roku zakończono produkcję terenowego P2M. Powstało 2061 lub według innych źródeł 4000 sztuk. Urządzenia i maszyny do produkcji auta zakonserwowano, a w późniejszym czasie na bazie P2M stworzono ostatnią terenówkę w NRD – model IFA P3.

## Dane techniczne
Źródło:

### Silnik
- R6 2,4 l (2407 cm³), benzynowy, OM 6-35 Horch
- Zasilane: gaźnik HG 361-1
- Średnica × skok tłoka: 78,00 mm × 84,00 mm
- Stopień sprężania: 7,1:1
- Moc maksymalna: 65 KM (48 kW) przy 3500 obr./min
- Maksymalny moment obrotowy: 152 N•m przy 1250 obr./min
- Prędkość maksymalna: 95 km/h

### Inne
- Zużycie paliwa: 17 l/100 km
- Promień zawracania: 13 m
- Rozstaw kół przód / tył: 1400 mm / 1400 mm